# Winds of Change
Winds of Change — студийный альбом рок-группы Eric Burdon & The Animals, выпущенный в 1967 году.

## Об альбоме
В 1966 году оригинальный состав британской ритм-н-блюзовой группы The Animals распался. Вскоре после этого вокалист Эрик Бёрдон и барабанщик Барри Дженкинс (он ещё в феврале 1966 года присоединился к оригинальному составу, заменив Джона Стила) создали новую группу. В её состав вошли: гитарист Вик Бриггс, басист Дэнни Маккаллох и скрипач/ритм-гитарист Джон Вейдер. В то же время Бёрдон уже начал отходить от традиционного ритм-н-блюзового звучания оригинальной группы, двигаясь в сторону психоделического рока.
Одноимённый заглавный трек, «Winds of Change», открывается звучанием морских волн. «Poem by the Sea» — произведение Бёрдона с извитым эхо-звуком инструментов, выдержанное в стиле художественного чтения. «Good Times» и «San Franciscan Nights» стали наиболее популярными композициями; последняя из них вошла в 10-ку лучших 1967 года. Бёрдон был поклонником и другом Джими Хендрикса, что сподвигло его написать пятый трек в ответ на пока ещё неизданную песню Хендрикса — «Are You Experienced?».

## Оценки
| Оценки критиков | Оценки критиков |
| Источник        | Оценка          |
| --------------- | --------------- |
| Allmusic        | [ 2 ]           |

Рецензент Allmusic Брюс Элдер описал Winds of Change как «первый поистине психоделический альбом группы». Он хорошо оценил завершающий трек пластинки, «It’s All Meat», и кавер-версию песни The Rolling Stones «Paint It, Black», назвав их «редкими образцами психоделических композиций The Animals, которые сильны и убедительны».

## Список композиций
Все песни написаны Эриком Бёрдоном, Виком Бриггсом, Джоном Вейдером, Барри Дженкинсом и Дэнни Маккаллохом, кроме отмеченных.

### Сторона 1
1. «Winds of Change» (4:00)
2. «Poem by the Sea» (2:15)
3. «Paint It, Black» (Мик Джаггер, Кит Ричардс) (6:00)
4. «The Black Plague» (6:05)
5. «Yes I Am Experienced» (3:40)

### Сторона 2
1. «San Franciscan Nights[англ.]» (3:24)
2. «Man — Woman» (5:25)
3. «Hotel Hell» (4:53)
4. «Good Times[англ.]» (2:50)
5. «Anything[англ.]» (3:20)
6. «It’s All Meat» (2:05)

Бонус-треки в переиздании 2008 года:
1. «When I Was Young (UK Single A-Side)» (2:57)
2. «A Girl Named Sandoz (UK Single B-Side)» (3:03)
3. «Good Times (Single Version/UK Single A-Side)» (2:57)
4. «Ain’t That So (UK Single B-Side)» (3:24)
5. «San Franciscan Nights (Single Version)» (3:16)
6. «Gratefully Dead (UK Single B-Side)» (3:59)

## Участники записи
- Эрик Бёрдон — вокал[3]
- Вик Бриггс — гитара, аранжировки[3]
- Джон Вейдер — гитара, скрипка[3]
- Дэнни Маккаллоx — бас-гитара[3]
- Барри Дженкинс — ударные[3]